# Wappen der Provinz Valladolid

Wappen der Provinz Valladolid seit 1943

Das Wappen der Provinz Valladolid wurde im Jahr 1943 angenommen. Der Caudillo Francisco Franco hatte per Dekret vom 17. Juli 1939, das am Folgetag im Boletín Oficial del Estado veröffentlicht wurde, der Stadt Valladolid das Cruz Laureada de San Fernando als Verbesserung für ihr Wappen verliehen. Diese Auszeichnung wurde von der Provinzversammlung seit 1943 einfach übernommen, ohne das eine Abstimmung durchgeführt oder eine Anordnung der Provinzregierung erlassen worden wäre. Am 21. April 2017 stimmte das Plenum der Provinzversammlung mit einer Mehrheit aus Valladolid Toma la Palabra, Sí se Puede Valladolid, Ciudadanos und PSOE für einen Antrag zur Abschaffung aller Wappenbestandteile mit einem Bezug zum Franquismus. Dieses Votum wurde aber bis heute nicht umgesetzt.

## Beschreibung
In der Heraldik werden die Bezeichnungen rechts und links grundsätzlich aus der Sicht der Person verwendet, die den Schild vor sich her tragen würde, also entgegengesetzt zur Sicht des Betrachters.
Im Wappenschild wehen auf karmesinrotem Grund fünf goldene Wimpel nach links, der breite silberne Schildrand ist mit acht goldenen Kastellen mit roten Tür- und Fensteröffnungen belegt. Der Wappenschild liegt auf einer barocken Kartusche aus Pergament und ist von einem in Stufen herabfallenden Band in den spanischen Nationalfarben umgeben, auf dem die kleinen Wappenschilde der damals neun Gerichtsbezirke der Provinz liegen. Diese sind: oben Valladolid, rechts von oben nach unten Medina del Campo, Nava del Rey, Peñafiel und Valoria la Buena, links von oben nach unten Mota del Marqués, Olmedo, Medina de Rioseco und Villalón de Campos. Als Schildhalter fungieren zwei schwarz bewehrte und gezungte, goldene Löwen und auf der Kartusche liegt die offene Königskrone Spaniens. Die Löwen stehen auf einem silbernen Spruchband mit den schwarzen Lettern EXCMA. DIPUTACIÓN PROVINCIAL (spanisch Ehrenwerte Abgeordnetenversammlung der Provinz), darunter steht ebenfalls in Schwarz VALLADOLID. Hinter dem Wappen liegt das Cruz Laureada de San Fernando mit seinem grünen Lorbeerkranz mit roten Früchten und den vier silbernen Schwertklingen.

## Historische Herkunft der Wappenbestandteile
Die älteste Erwähnung des Wappenschilds mit den fünf goldenen Wimpeln stammt aus dem Jahr 1454 aus einem von König Johann II. verliehenen Privileg. Die Wimpel könnten an die Lanzenwimpel der 150 Reiter erinnern, die den König bei einem Besuch in Valladolid begleiten mussten. Die acht Kastelle auf dem Schildrand stehen für die acht Stadttore im Mauerring des spätmittelalterlichen Valladolid. Die offene Königskrone wurde in Spanien bis zum Antritt der Herrschaft durch Philipp II. 1556 verwendet. Die Löwen stammen aus der Zeit der Diktatur Primo de Riveras, in der am 20. März 1925 das Estatuto Provincial eingeführt wurde. Zu dieser Zeit wurde auch das Band in den spanischen Nationalfarben mit den 9 Wappen der damaligen Gerichtsbezirke eingeführt, um klarzustellen, dass die Gesamtheit der Provinz durch das Wappen repräsentiert wird. Die erste Verwendung des durch Francisco Franco der Stadt Valladolid verliehene Cruz Laureada de San Fernando im Provinzwappen ist für den 21. August 1943 dokumentiert.

### Die Wappenschilde der Gerichtsbezirke
Die Wappen werden von (heraldisch) rechts unten nach links unten vorgestellt:
Valoria la Buena: 1630 wurde die Vizegrafschaft von Valoria la Buena geschaffen, die im Laufe der Zeit auch von der Adelsfamilie Mendoza ausgeübt wurde. Deren Wappenschild, auf dem das Motto "Ave María, Gratia Plena" erscheint und der von Iñigo López de Mendoza um 1440 zu Ehren seiner Mutter Leonor de la Vega mit dem roten Balken auf grünem Feld der Mendoza quadriert wurde, wurde von der bürgerlichen Gemeinde anfangs des 19. Jahrhunderts übernommen und wird bis heute von ihr verwendet.
Peñafiel: Der Turm mit dem auf seiner Spitze sitzenden und nach rechts blickenden Falken taucht um die Mitte des 16. Jahrhunderts als Punze der Silberschmiede von Peñafiel auf und ist einer heute verlorenen Handschrift aus der Zeit König Philipps II. entnommen. Die Farbgebung war damals ein silberner Turm auf goldenem Grund. Die Herkunft der Inschrift "Esta será la peña más fiel de Castilla" (spanisch Dies wird der treueste Felsen Kastiliens sein) ist unbekannt.
Nava del Rey: Das Wappen entspricht demjenigen der spanischen Könige zwischen 1700 und 1885. Dies könnte durch die Verleihung der Stadtrechte durch König Alfons XII. am 7. Dezember 1877 zum Stadtwappen geworden sein.
Medina del Campo: Die 13 silbernen Scheiben erinnern an die Eroberung von Ronda am 22. Mai 1485, bei der sich die verbundenen Truppen von Medina del Campo und Ávila besonders hervortaten. Sie gewannen beide eine blaue Flagge mit 26 silbernen Scheiben. Die beiden Städte einigten sich, die Anzahl der Scheiben aufzuteilen, zum Zeichen, dass der Ruhm gemeinsam erkämpft wurde. Das Motto "Ni el Rey Oficio, ni el Papa Beneficio" wird 1645 erstmals erwähnt und bezieht sich auf zwei außerordentliche Privilegien der Einwohner der Stadt: Sie durften die Amtsträger der Stadt frei wählen und die Kleriker der Pfarreien durften von den jeweils in diesen Kirchen Getauften gewählt werden.
Valladolid: siehe unter Beschreibung
Mota del Marqués: Der Turm steht für die Burg von Mota del Marqués, die wohl im 13. Jahrhundert entstanden ist.
Olmedo: Das redende Wappen enthält die Ulme (spanisch olmo) im Schildhaupt, die zahlreich zwischen den Flüssen Río Adaja und Eresma vorkommt. Die beiden an sie geketteten Löwen stehen für die wehrhafte Unterstützung der Einwohner für Johann II. von Kastilien gegen seinen Namensvetter Johann II. von Aragón und Navarra im Jahre 1445. Der goldene Turm steht für die Festung von Olmedo. 
Medina de Rioseco: Das quadrierte Wappen mit dem goldenen Kastell auf rotem Grund für Kastilien und dem Pferdekopf hinter einer goldenen Mauer geht auf König Johann I. zurück. Er soll der Stadt den Titel "Muy Noble y Muy Leal" (spanisch Sehr Edle und sehr Treue) zusammen mit dem Wappen verliehen haben in Anerkennung ihrer Verdienste im Kampf seines Vaters Heinrich II. gegen John of Gaunt, Herzog von Lancaster. Allerdings findet sich aus jener Zeit kein Beleg mehr; erstmals liegt das Wappen erst auf einem Privileg Johannas I. vom 15. Dezember 1515 vor.
Villalón de Campos: Der goldene Flügel (spanisch alón; im heutigen Wappen blau) taucht als redendes Symbol erstmals am 2. März 1327 auf einem Ratssiegel aus Wachs an einem Vertrag mit dem Bistum León auf.